# Крњина
Крњина (алб. Kërrninë) је насеље у општини Исток на Косову и Метохији. Атар насеља се налази на територији катастарске општине Крњина површине 689 ha. Село је удаљено десетак километара од Истока. Крњина се први пут помиње у турском земљишном попису из 1485. године, као село са 35 српских и 3 муслиманске куће. На брду изнад села стоје остаци старог српског гробља на коме се налазила црква. У селу постоје још два топонима која указују на места где су некада били сакрални објекти: „Код цркве“ и „Црквиште“. За први локалитет предање каже да се ту налазила црква, која је „прелетела“ у суседно место јер су Роми покушали да на њој суше веш.

## Демографија
Насеље има албанску етничку већину, до 1999. године Срба је било око 150.
Број становника на пописима:
- попис становништва 1948. године: 533
- попис становништва 1953. године: 585
- попис становништва 1961. године: 703
- попис становништва 1971. године: 741
- попис становништва 1981. године: 830
- попис становништва 1991. године: 840